# Уолтер II де Бошан из Элмли
Уолтер II де Бошан из Элмли (англ. Walter de Beauchamp; 1192/1193 — 14 апреля 1236) — английский землевладелец, феодальный барон Салварпа с 1211, шериф Вустершира с 1217, судья Глостершира в январе — феврале 1227, судья Оксфордшира в марте — апреле 1227, старший сын Уильяма II де Бошана из Элмли и Амиции. Стал бароном, будучи несовершеннолетним. Во время первой баронской войны Уолтер сначала перешёл на сторону противников короля, но вскоре вновь присягнул ему на верность, получив после этого должность шерифа Вустершира, которую занимали его предки. В 1216 и 1225 годах был одним из свидетелей «Великой хартии вольностей». В 1227 году за утаивание доходов с графства Вустершир был на некоторое время смещён с должности шерифа.

## Происхождение
Уолтер происходил из рода Бошанов из Элмли (Вустершира). Вероятно, что их родовое прозвание, Бошан (от фр. beau champ — «красивое поле»), произошло от названия владений предков в Нормандии. В латинских источниках представители Бошанов указывались с родовым прозванием «Белло-кампо» (de Bello campo) от латинского названия фамилии (лат. campus bellus). Джон Гораций Раунд предполагал, что Бошаны происходили из Кальвадоса.
Могущество рода было заложено Уолтером I де Бошаном, который был одним из «новых людей» английского короля Генриха I — королевским чиновником и администратором при королевском дворе. Благодаря браку с Эммелин д’Абето, дочерью Урса д’Абето, шерифа Вустершира, в 1110-е годы он приобрёл владения в Вустершире, конфискованные у брата жены, после чего занял в графстве доминирующее положение. Кроме того, он получил должность шерифа Вустершира, ставшую в итоге наследственной. Его владения составили феодальную баронию Салварп. Его сын Уильям I во время гражданской войны между сторонниками Стефана Блуаского и императрицы Матильды выбрал сторону последней, а после поддерживал её сына, будущего короля Генриха II Плантагенета, после вступления на престол которого занимал ряд административных должностей. Однако после того как во время расследования деятельности Уильяма вскрылись злоупотребления на должности шерифа Вустершира, он был с неё смещён, а вскоре после этого умер. Только его сыну, Уильяму II, удалось вернуть должность. От брака с Амицией он оставил двух сыновей, младшим из которых был Уолтер.

## Биография
Уолтер родился в 1190-е годы, вероятно, между 1192 и 1193 годами. В 1197 году умер его отец, оставив двух несовершеннолетних сыновей. Барония Салварп (под опекой) досталась старшему из них, Уильяму III, однако тот умер в 1211 году, не оставив наследников, поэтому новым бароном стал Уолтер.
В это время Уолтер находился под опекой Роджера де Мортимера, барона Вигмора, и его жены Изабеллы. В 1212 года опекун женил его на своей дочери Джоанне.
19 августа 1215 года Уолтер принёс оммаж за свои владения королю Иоанну Безземельному. После начала первой баронской войны в мае 1216 года он со своими 19 рыцарями перешёл на сторону мятежных баронов, за что король объявил его владения конфискованными, но уже в августе вновь присягнул королю и был восстановлен в правах. 11 ноября 1216 года Уолтер был одним из свидетелей «Великой хартии вольностей». В марте 1217 года он получил должность шерифа Вустершира, которой владели его предки, и стал кастеляном Вустерского замка и хранителем королевских лесов Вустершира.
11 февраля 1225 года Уолтер засвидетельствовал новое издание «Великой хартии вольностей». В январе — феврале 1227 года он проводил выездные заседания в качестве судьи в Глостершире, а в марте — апреле того же года — в Оксфордшире.
В начале 1229 года вскрылось, что Уолтер с 1224 года постоянно утаивал доходы, собираемые им в качестве шерифа Вустершира, из-за чего был смещён с этой должности. Впрочем, 20 ноября того же года его в ней восстановили.
Во время коронации королевы Элеоноры в январе 1236 года Уолтер исполнял церемониальную должность королевского распределителя.
Уолтер умер 11 апреля 1236 года, ему наследовал старший сын Уильям IV.

## Браки и дети
1-я жена: с 1212 Джоанна де Мортимер (умерла в 1225), дочь Роджера де Мортимера, барона Вигмора, и Изабеллы де Феррерс. Дети:
- Уильям IV де Бошан из Элмли (умер в 1269), феодальный барон Салварпа и шериф Вустершира с 1236[9].
- Джеймс де Бошан (умер в 1296)[К 3][9].
- Томас де Бошан (умер до 1283)[К 3][9].
- Джон де Бошан (умер до 1283)[К 3][9].

2-я жена: после 1225 Ангарда (умерла в 1280/1285)
- Хью де Бошан (умер после 1283)[9].